# Hîjînți, Dzerjînsk
Hîjînți (în ucraineană Хижинці) este localitatea de reședință a comunei Hîjînți din raionul Dzerjînsk, regiunea Jîtomîr, Ucraina.

## Demografie
Componența lingvistică a localității Hîjînți
     Ucraineană (100%)
Conform recensământului din 2001, toată populația localității Hîjînți era vorbitoare de ucraineană (100%).